# هيو أ. هاربر
هيو أ. هاربر هو سياسي أمريكي، ولد في 24 ديسمبر 1885، وتوفي في 8 أغسطس 1963. نشط حزبياً في الحزب الجمهوري. وقد انتخب عضو جمعية ولاية ويسكونسن ‏.